# Cleora concentraria
Cleora concentraria là một loài bướm đêm trong họ Geometridae.